# منج
منج هي مدينة في مقاطعة لردغان، إيران. عدد سكان هذه المدينة هو 1,492 في سنة 2016.